# Francesco Contarino
Francesco Contarino (Reggio Calabria, 1855 – Napoli, 30 gennaio 1933) è stato un matematico italiano.

## Biografia
Uomo di grande bontà e coscienziosità, oltre a diversi lavori astronomici di routine, elaborò un metodo per determinare la latitudine indipendentemente da piccoli errori nelle declinazioni delle stelle utilizzate.
Nato a Reggio Calabria si laureò in matematica ed in ingegneria. Contarino trascorse gran parte della sua vita all'osservatorio astronomico di Capodimonte in cui era entrato a 22 anni, collaborando tra gli altri con Domenico Amanzio; tenne la direzione dell'Osservatorio dopo il ritiro del Fergola dal 1910 al 1912.
Per qualche tempo fu anche apprezzato ingegnere dell'ufficio tecnico municipale di Napoli. Per alcuni anni fu incaricato del corso di geodesia all'Università di Napoli, in cui era libero docente di astronomia.